# Arraute-Charritte
Arraute-Charritte (baskisch Arrueta-Sarrikota) ist eine französische Gemeinde mit 435 Einwohnern (Stand 1. Januar 2022) im Département Pyrénées-Atlantiques in der Region Nouvelle-Aquitaine. Die Gemeinde gehört zum Arrondissement Bayonne und zum Kanton Pays de Bidache, Amikuze et Ostibarre (bis 2015: Kanton Saint-Palais).
Die Bewohner werden Arruetar oder Sarrikotar genannt.

## Geographie
Arraute-Charritte liegt circa 45 Kilometer südöstlich von Bayonne im französischen Teil des Baskenlands. Es ist Teil des Pays de Mixe, einem Hochtal der Bidouze in der historischen Region Nieder-Navarra.
Umgeben wird der Ort von den Nachbargemeinden:
|        | Bidache Came                                |                             |
| Orègue | Kompassrose, die auf Nachbargemeinden zeigt | Bergouey-Viellenave Arancou |
|        | Masparraute Amorots-Succos                  |                             |

Arraute-Charritte liegt im Einzugsgebiet des Adours. Die Bidouze fließt entlang eines Teils der östlichen Gemeindegrenze. Die Zuflüsse Sarrot, Mendehéguy und Sanseroy entspringen im Ortsgebiet, ebenso wie die Lamulary, ein Zufluss des Minhurrieta Erreka. Zwei Zuflüsse des Lihourys, der Oyhanchoury und die Apatharena, sowie deren Zufluss, der Bordaberry, bewässern ebenfalls das Gebiet der Gemeinde.

## Geschichte
Arraute wurde erstmals 1125 mit dem gleichen Namen erwähnt, erste Erwähnungen von Charritte erfolgten um 1160 als sanctus joannes de sarricte im Zusammenhang mit dem Namen der Ortskirche.
Seit dem Mittelalter standen die beiden Dörfer unter dem Einfluss adeliger Familien, der Arraute bzw. Iturrondo. Arraute-Charritte liegt an der Grenze zum Béarn. Die bäuerliche Bevölkerung zog auf der Suche nach Arbeit oder Märkten häufig von einer Seite auf die andere, so dass die Einwohner von Charitte sowohl baskisch als auch den Dialekt des Béarn sprachen.
Am 27. Juni 1842 schlossen sich die Gemeinden Arraute und Charritte zur heutigen Kommune zusammen.

### Einwohnerentwicklung
Die Zahl der Einwohner hat sich kontinuierlich von der Zeit der Vereinigung der früheren Gemeinden mehr als halbiert, insbesondere im 20. Jahrhundert. Seit 1999 ist der Trend gestoppt und die Einwohnerzahl seitdem leicht gestiegen.
| Jahr      | 1962 | 1968 | 1975 | 1982 | 1990 | 1999 | 2006 | 2009 | 2014 |
| --------- | ---- | ---- | ---- | ---- | ---- | ---- | ---- | ---- | ---- |
| Einwohner | 471  | 444  | 418  | 376  | 365  | 322  | 322  | 365  | 378  |

Ab 1962 offizielle Zahlen ohne Einwohner mit Zweitwohnsitz

## Sehenswürdigkeiten

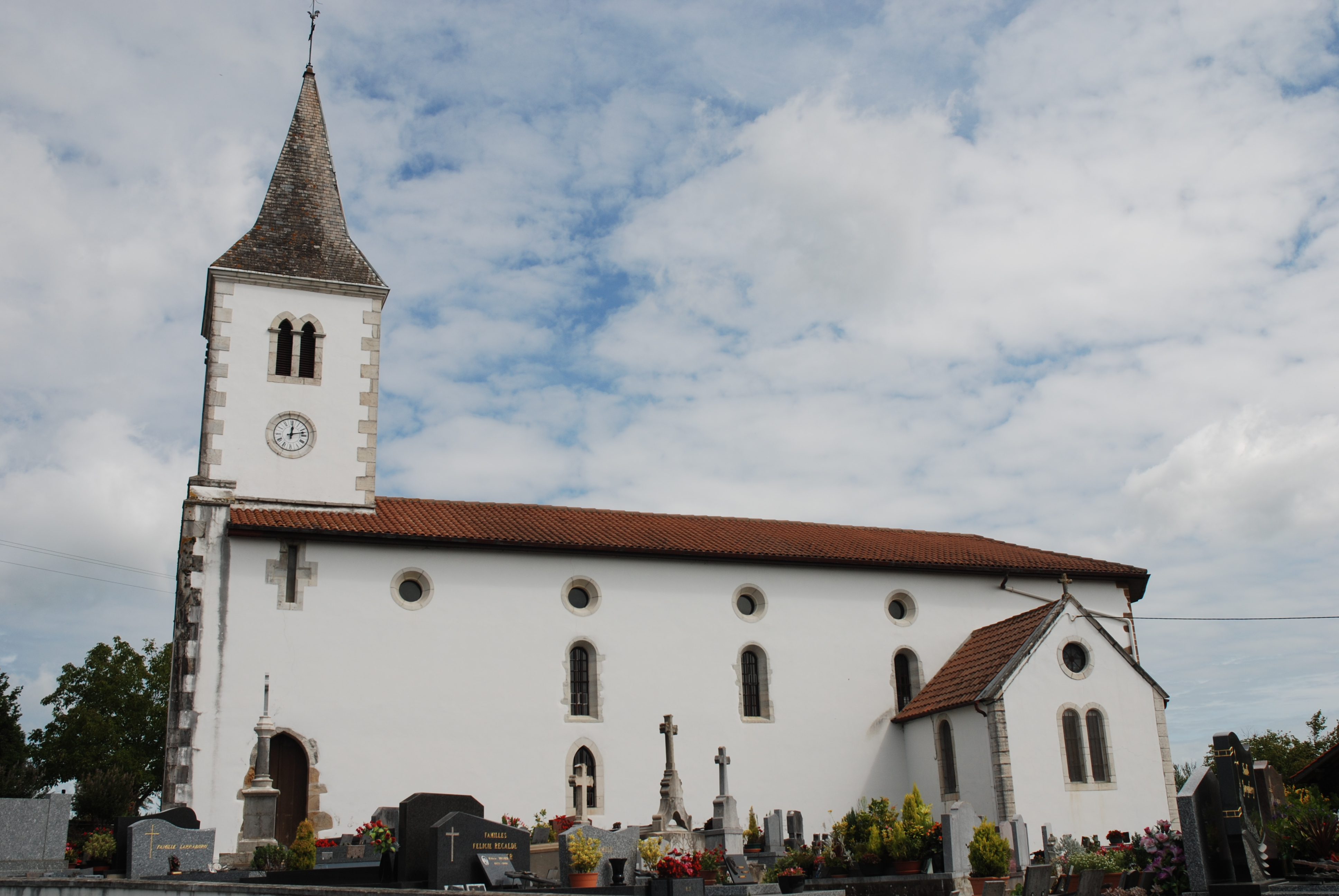
Ortskirche Saint-Pierre

- Ortskirche Saint-Pierre von Arraute, gewidmet dem Apostel Simon Petrus, 1876 errichtet mit einem Altaraufsatz im barocken Stil aus dem 18. Jahrhundert.[8][9]

- Kirche Saint-Jean-Baptiste von Charitte, gewidmet Johannes dem Täufer. Die Kirche wurde im Mittelalter bereits erwähnt, das heutige Aussehen erhielt sie jedoch nach einem Neubau im 19. Jahrhundert ebenfalls mit einem beachtenswerten Altaraufsatz im barocken Stil aus dem 18. Jahrhundert. Auf dem angrenzenden Friedhof sind einige scheibenförmige Grabstelen anzutreffen. Ein besonderes Merkmal des Friedhofs ist die Grabstätte in Form eines Pantheons der Familie Zamacoitz, einer lokalen Dynastie.[10]

## Wirtschaft und Infrastruktur
Wichtige Wirtschaftsfaktoren des Orts sind Landwirtschaft und Kunsthandwerk.
Arraute-Charritte liegt in den Zonen AOC des Ossau-Iraty, ein traditionell hergestellter Schnittkäse aus Schafmilch, sowie der Schweinerasse und des Schinkens „Kintoa“.

### Verkehr
Arraute-Charritte ist angeschlossen an die Routes départementales 11, 246, 310 und 313 und ist über Linien des Busnetzes Transports 64 mit anderen Gemeinden des Départements verbunden.